# TEAMLottoNL
TEAMLottoNL is het samenwerkingsverband tussen de Nederlandse schaatsploeg Brand Loyalty en de Nederlandse wielerploeg Belkin.
In juni 2014 werd bekend dat Belkin eind 2014 zal stoppen met het sponsoren van de wielerploeg. Op 20 juli 2014 maakte de ploeg bekend een samenwerking te zijn aangegaan met de Brand Loyalty-schaatsploeg. Een dag later kwam de ploeg met het nieuws dat de Nederlandse Lotto deze sportcombinatie zal gaan sponsoren, samen met de supermarktketen Jumbo.
Op 29 september 2014 werd het samenwerkingscontract ondertekend door teammanagers Jac Orie en Richard Plugge. De schaatsploeg rijdt vanaf 1 oktober met de naam TEAMLottoNL, de wielerploeg vanaf 1 januari 2015. Brand Loyalty wordt subsponsor.